# Nike
För andra betydelser, se Nike (olika betydelser).

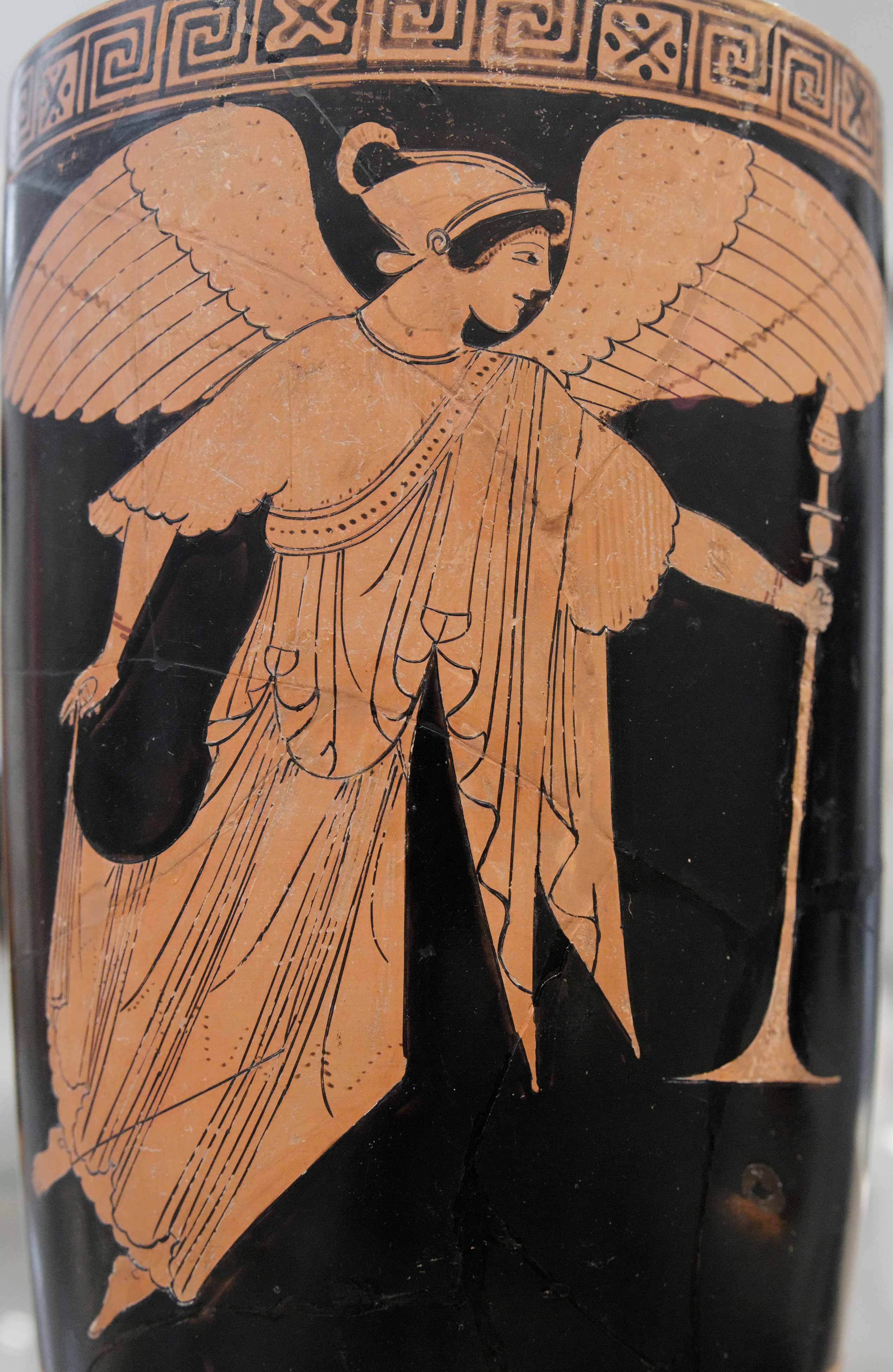
Nike med tymiaterion. Attisk rödfigurig lekyt från omkring år 490 f.Kr.

Romerskt bronsmynt med segergudinnan Victoria.

Nike (grekiska: Νίκη, 'Seger', uttalas nǐːkɛː) är i grekisk mytologi segergudinnan; hon motsvaras i romersk mytologi av Victoria.
Nike är en efter hand uppkommen allegorisk personifikation av segern. Det gäller inte endast den blodiga segern i kriget, utan även den fredliga segern i de hos grekerna vanliga festliga tävlingsspelen och överhuvud varje framgång som man tillkämpat sig.
Enligt Hesiodos var hon dotter till flodgudinnan Styx och titanen Pallas, samt syster till Zelos (tävlingsiver), Kratos (kraft) och Bia (våld). Om dessa syskon heter det vidare, att de ständigt bo hos Zeus i Olympen, emedan de redan vid utbrottet av striden mot titanerna enligt sin moders anvisning ställde sig på Zeus’ sida och väsentligt bidrog till hans seger. Hon sammankopplades ofta med de segergivande gudarna Zeus och Athena, och deras kultbilder håller ofta en vingad Nikestaty. Efterhand kom hon på sina håll att smälta samman med Athena till Athena Nike, som Athena Niketemplet i Aten tillägnades. Där var kultbilden av Athena obevingad, med undantag för Nikefiguerna på marmorbalustraden, där bland annat den kända Sandalupplösande Nike ingår.
I bildkonsten framställs segergudinnan som en blomstrande, kraftfullt bildad jungfru i fotsid, fladdrande dräkt. Hon är vanligen bevingad, ofta med segerns sinnebilder (krans och palmkvist) i handen eller med en fanfartrumpet som förkunnar segerbudskapet. Ibland syns hon även åkande på en triumfvagn och där hon själv kör spannet. Hon har även avbildats i skriftrullar från det uråldriga biblioteket i Alexandria.
Nikestatyer var ett populärt motiv i den grekiska konsten. Mest känd är sannolikt Nike från Samothrake. Nike från Delos av Archermos hör till de äldsta avdelningarna. En annan mera känd är Paionios Nike.
| Ej har Nike med segerkransen krönt vid flöjtspel och harposlag perserkonungen, jordens gissel. Glömd förvittrar hans sarkofag. (Hjalmar Gullberg) |